# KaiOS
KaiOS is een besturingssysteem voor mobiele telefoons. Het is een fork van B2G OS, dat op zijn beurt een opvolger is van Firefox OS. KaiOS wordt ontwikkeld voor mobiele telefoons met relatief bescheiden specificaties, ook wel "smart feature phones" genoemd omdat ze het midden houden tussen feature phones en smartphones. In het eerste kwartaal van 2018 bedroeg het marktaandeel van KaiOS in India 15%. Daarmee is KaiOS na Android het populairste mobiele besturingssysteem in dat land. In juni 2018 waren er meer dan 40 miljoen KaiOS-telefoons op de markt gebracht.

## Etymologie
De naam "KaiOS" bestaat uit twee delen. "Kai" (开) is Standaardmandarijn en betekent "open(en)". "OS" is een Engelse afkorting die staat voor "operating system" oftewel "besturingssysteem".

## Kenmerken
KaiOS maakt gebruik van webapps geschreven in HTML5, CSS en JavaScript. Het is gericht op goedkope telefoons met beperkte specificaties, zoals een lage resolutie van het beeldscherm, de afwezigheid van een aanraakscherm en relatief weinig intern geheugen. Het OS ondersteunt 4G LTE, GPS en Wi-Fi. De telefoons die gebruikmaken van KaiOS beschikken over fysieke toetsenborden met T9- of QWERTY-indeling. Updates verschijnen over-the-air. Met behulp van de KaiStore app store kunnen gebruikers apps downloaden. De inhoud van KaiStore wordt beheerd door de fabrikanten van de telefoons. Zo was WhatsApp beschikbaar voor telefoons van Jio in september 2018 voordat het beschikbaar kwam voor de Nokia 8110 4G, in april 2019.

## Geschiedenis
De ontwikkeling van KaiOS startte in 2017. Het OS wordt ontwikkeld door KaiOS Technologies Inc. dat gevestigd is in San Diego, in de Amerikaanse staat Californië. In maart 2018 kocht het Indiase Reliance Retail voor 7 miljoen dollar aan aandelen in KaiOS Technologies Inc., wat overeenkwam met een aandeel van 16%. Reliance Retail's zusterbedrijf Jio distribueert mobiele telefoons die gebruikmaken van KaiOS.
In juni 2018 investeerde Google 22 miljoen dollar in KaiOS, nadat het eerder al de webapps Assistant, Maps en YouTube voor het OS had ontwikkeld. Enkele toestellen hebben een fysieke knop waarmee Assistant direct gestart kan worden. Met behulp van de virtuele assistent kunnen de telefoons ondanks hun beperkingen - ten opzichte van smartphones - toch snel bestuurd worden.
Ook onder meer Facebook, WhatsApp en Twitter hebben apps uitgebracht voor KaiOS.